# Бураново (Новосибирская область)
Бураново — село в Черепановском районе Новосибирской области. Входит в состав Огнево-Заимковского сельсовета.

## История
В 1929—1930 годах Бураново было населено в основном обеспеченными русскими крестьянами-старожилами и небольшим число крестьян-бедняков, которые прибыли накануне коллективизации. В апреле — мае 1930 года советские власти пытались силой арестовать священника Герасима (Теодоровича) и бежавших из нарымской ссылки кулаков, которые вернулись в село. В итоге власти арестовали в Буранова 51 человека, из которых 14 были расстреляны, а 35 человек получили сроки лишения свободы (23 условные).

## География
Площадь села — 100 гектаров.

## Население
| 2002 | 2007 | 2010 |
| ---- | ---- | ---- |
| 397  | ↗424 | ↘312 |

## Инфраструктура
В селе по данным на 2007 год функционируют 1 учреждение здравоохранения и 1 учреждение образования.